# Симфония № 11 (Дмитрий Шостакович)
„Симфония № 11“ в сол минор (опус 103), с подзаглавие „1905-а година“, е симфония на руския композитор Дмитрий Шостакович от 1957 година.
По замисъл симфонията трябва да бъде представена при честванията на 50-годишнината на Руската революция от 1905 година, но по различни причини написването ѝ се забавя. Представена е за пръв път на 30 октомври 1957 година в Москва в изпълнение на Симфоничния оркестър на Съветския съюз под диригентството на Натан Рахлин. Симфонията е добре приета от тоталитарния комунистически режим в страната и ускорява политическата реабилитация на композитора, изпаднал в немилост десетилетие по-рано.